# Marathon van Wenen 2001
De marathon van Wenen 2001 vond plaats op zondag 20 mei 2001 in Wenen. Het was de achttiende editie van deze marathon.
Bij de mannen zegevierde Luís Novo uit Portugal in 2:10.28. Bij de vrouwen was Jane Salumae uit Estland het sterkst in 2:29.47. Zij had op de finish een voorsprong van ruim vier minuten op de Ethiopische Shitaye Gemeche, die in 2:34.02 over de finish kwam.

## Wedstrijd
Mannen
| rang   | naam                  | land | tijd    |
| ------ | --------------------- | ---- | ------- |
| Goud   | Luís Novo             | POR  | 2:10.28 |
| Zilver | Abraham Limo          | KEN  | 2:11.48 |
| Brons  | Fikadu Degefu         | ETH  | 2:12.50 |
| 4      | Ashebir Jate Demissie | ETH  | 2:12.51 |
| 5      | Michael Buchleitner   | AUT  | 2:12.57 |
| 6      | Badine Elmiloudi      | MAR  | 2:14.07 |
| 7      | Azzedine Sakhri       | ALG  | 2:14.10 |
| 8      | Wilson Pkanaka        | KEN  | 2:16.50 |
| 9      | Kiptanui Kimitei      | KEN  | 2:18.48 |
| 10     | Massimo Leonardi      | ITA  | 2:18.54 |

Vrouwen
| rang   | naam                   | land | tijd    |
| ------ | ---------------------- | ---- | ------- |
| Goud   | Jane Salumae           | EST  | 2:29.47 |
| Zilver | Shitaye Gemechu        | ETH  | 2:34.02 |
| Brons  | Meseret Kotu           | ETH  | 2:34.18 |
| 4      | Esther Barmasai        | KEN  | 2:35.56 |
| 5      | Minna Pihala           | FIN  | 2:43.24 |
| 6      | Marjaana Lahti-Koski   | FIN  | 2:51.07 |
| 7      | Margarete Kroiss       | AUT  | 2:54.33 |
| 8      | Daniela Bidmon         | AUT  | 2:57.45 |
| 9      | Renate Einfalt         | AUT  | 2:59.39 |
| 10     | Rosw Stadlober-Steiner | AUT  | 3:03.13 |

1984 ·
1985 ·
1986 ·
1987 ·
1988 ·
1989 ·
1990 ·
1991 ·
1992 ·
1993 ·
1994 ·
1995 ·
1996 ·
1997 ·
1998 ·
1999 ·
2000 ·
2001 ·
2002 ·
2003 ·
2004 ·
2005 ·
2006 ·
2007 ·
2008 ·
2009 ·
2010 ·
2011 · 
2012 ·
2013 ·
2014 ·
2015 ·
2016 ·
2017 ·
2018 ·
2019 ·
2020 ·
2021 ·
2022 ·
2023 ·
2024